# Península de Bukit

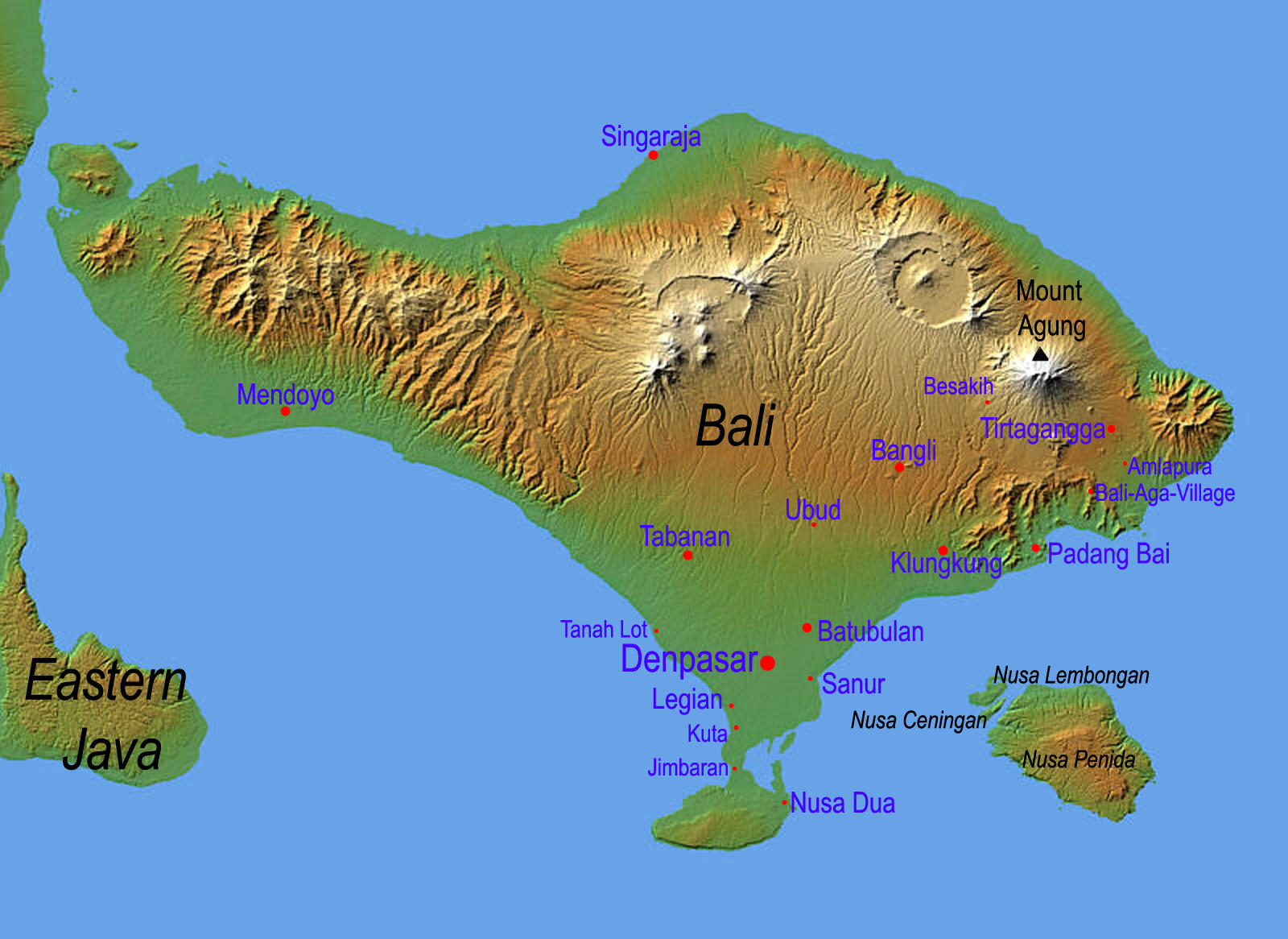
Mapa de Bali, com a península de Bukit no extremo sul

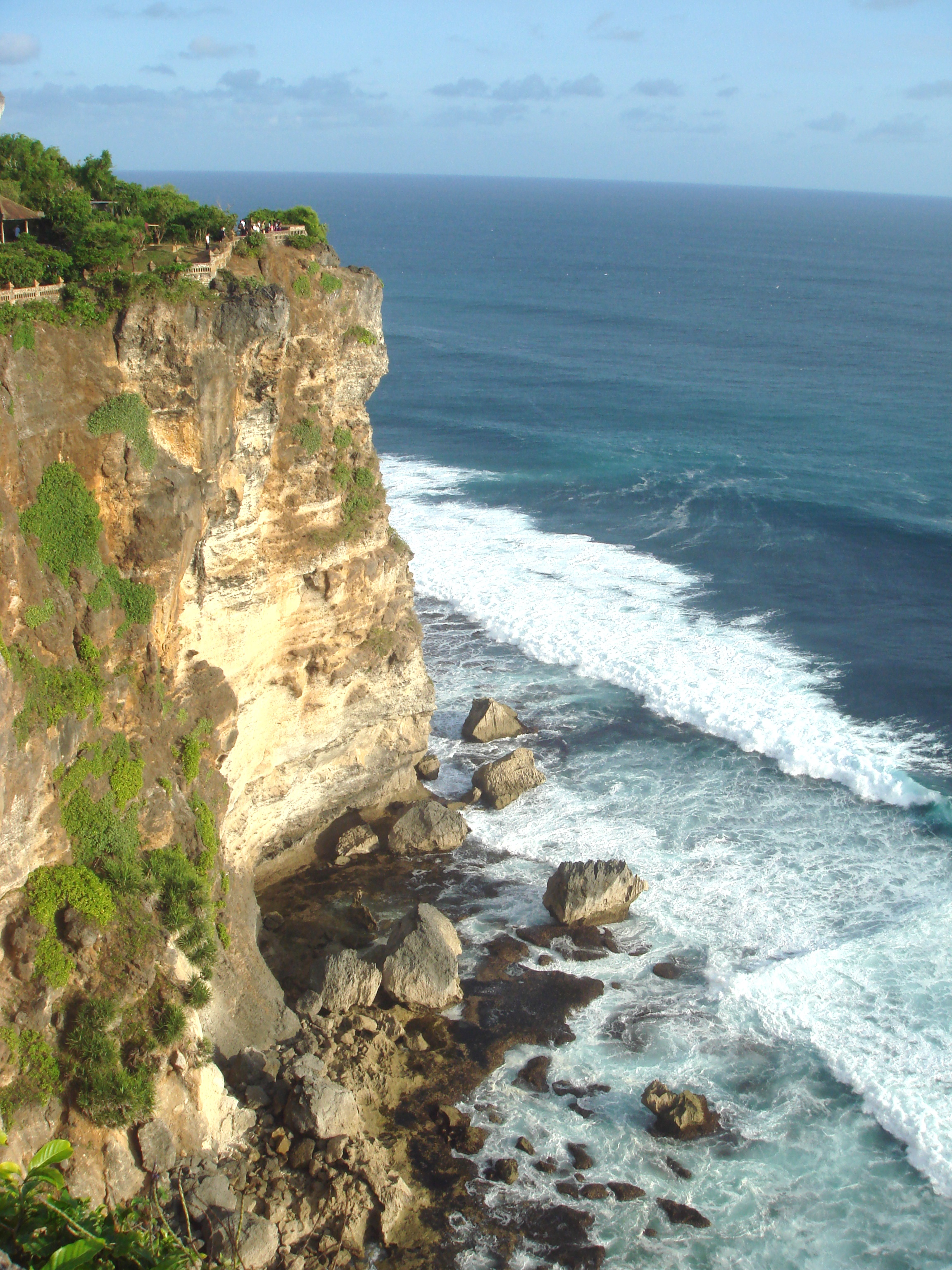
Falésias de Uluwatu.

Estátua gigante no parque de Garuda Vishnou Kentchana

A península de Bukit é uma península no extremo sul da ilha de Bali, na Indonésia. Inclui a parte sul da praia de Jimbaran. Contrariamente à maior parte da ilha, o local é seco, e a paisagem árida e rochosa. 
O governo indonésio encorajou o desenvolvimento da região com equipamentos turísticos de luxo. A região é muito visitada por adeptos do surf.
A península é administrada pelo distrito de Kuta Sul. Beneficiou de investimentos de grande volume e de um forte crescimento na década de 2000, sobretudo pela sua proximidade ao Aeroporto Internacional de Denpasar, o único de Bali, e das vistas magníficas das falésias sobre o oceano. Em 2006, um novo campo de golfe (Bali 4) foi construído. Bukit tem numerosos hotéis das grandes cadeias internacionais.